# 양-밀스 순간자
미분기하학에서 양-밀스 순간자(楊-Mills瞬間子, 영어: Yang–Mills instanton)는 4차원 매끄러운 다양체 위의 주다발의 주접속 가운데, 그 주곡률의 호지 쌍대가 스스로의 −1배와 같은 것이다. 양자역학에서, 이는 양-밀스 이론의 특별한 (고전적) 해에 해당하며, 순간자로 해석될 수 있다. 양-밀스 순간자의 모듈라이 공간으로부터 도널드슨 불변량을 정의할 수 있다.

## 정의

### (반) 자기 쌍대 형식
다음이 주어졌다고 하자.
- {\displaystyle 2n}차원 유향 콤팩트 리만 다양체 {\displaystyle (M,g,\omega )}
- {\displaystyle M} 위의 임의의 매끄러운 벡터 다발 {\displaystyle E\twoheadrightarrow M} 및 그 위의 양의 정부호 내적 {\displaystyle \langle -,-\rangle }

그렇다면, 벡터 값 미분 형식의 공간 {\displaystyle \Omega ^{\bullet }(M;E)}를 정의할 수 있으며, 그 호지 쌍대
{\displaystyle *\colon \Omega ^{\bullet }(M;E)\to \Omega ^{2n-\bullet }(M;E)}
{\displaystyle \alpha \wedge *\beta =\langle \alpha ,\beta \rangle \omega }
를 정의할 수 있다. 물론, {\displaystyle k}차 미분 형식에 대하여 {\displaystyle *^{2}=(-)^{k(2n-k)}}이다.
특히, 가운데 차수 ({\displaystyle n}차) 미분 형식에 대하여, 호지 쌍대는 자기 사상을 이루며, 이 경우 {\displaystyle *^{2}=(-)^{n^{2}}}이다. 만약 {\displaystyle n}이 짝수일 경우, {\displaystyle *\upharpoonright \Omega ^{n}(M;E)}의 고윳값은 ±1이 된다. 이에 따라, 가운데 차수 미분 형식의 공간을 호지 쌍대의 고유 공간에 따라 다음과 같이 분해할 수 있다.
{\displaystyle \Omega ^{n}(M;E)=\Omega ^{n,+}(M;E)\oplus \Omega ^{n,-}(M;E)}
여기서 {\displaystyle \Omega ^{n,+}(M)}의 원소는 자기 쌍대 미분 형식(영어: self-dual differential form), {\displaystyle \Omega _{-}^{2}(M)}의 원소는 반 자기 쌍대 미분 형식(영어: anti-self-dual differential form)라고 한다. 이에 대한 사영 사상을
{\displaystyle \operatorname {proj} ^{\pm }\colon \Omega ^{n}(M;E)\to \Omega ^{n,+}(M;E)}
라고 표기하자.
(만약 {\displaystyle n}이 홀수라면, {\displaystyle *}의 고윳값은 {\displaystyle \pm \mathrm {i} }가 된다. 따라서 복소수 계수에서 유사한 분해를 가할 수 있다.)
다양체 {\displaystyle M}의 방향을 뒤집으면, 자기 쌍대 미분 형식은 반 자기 쌍대 미분 형식이 되며, 그 역도 마찬가지다. 즉, 자기 쌍대 / 반 자기 쌍대의 선택은 임의적이다.

### 순간자수
다음이 주어졌다고 하자.
- 4차원 유향 콤팩트 매끄러운 다양체 {\displaystyle M}
- 콤팩트 리 군 {\displaystyle G}
- {\displaystyle {\mathfrak {lie}}(G)} 위의 양의 정부호 2차 불변 다항식 {\displaystyle K(-,-)}
- {\displaystyle G}-매끄러운 주다발 {\displaystyle G\hookrightarrow P\twoheadrightarrow M}

그렇다면, {\displaystyle P}의 천-베유 준동형
{\displaystyle \operatorname {CW} _{P}\colon \mathbb {C} [{\mathfrak {lie}}(G)]^{G}\to \operatorname {H} ^{\bullet }(M;\mathbb {C} )}
을 정의할 수 있으며, {\displaystyle K(-,-)}의 천-베유 준동형 아래의 상
{\displaystyle \operatorname {CW} _{P}(K)\in \operatorname {H} ^{4}(M;\mathbb {C} )\cong \mathbb {C} }
를 정의할 수 있다. 이는 천 특성류로 정의되는 특성수이며, 모든 가능한 주다발들에 대하여 그 값들은 어떤 {\displaystyle \lambda \in \mathbb {C} }에 대하여
{\displaystyle \operatorname {CW} _{P}(K)\in \lambda \mathbb {Z} \subsetneq \mathbb {C} }
의 꼴이다. 이 경우, {\displaystyle \lambda ^{-1}\operatorname {CW} _{P}(K)\in \mathbb {Z} }를 주다발 {\displaystyle P}의 순간자수(영어: instanton number)라고 한다. (이는 {\displaystyle \lambda \mapsto -\lambda } 아래 부호의 모호성을 가진다.)
만약 {\displaystyle M=\mathbb {S} ^{4}} (4차원 초구)이며, {\displaystyle G}가 콤팩트 단순 리 군이라면, {\displaystyle \mathbb {S} ^{4}} 위의 {\displaystyle G}-주다발은 순간자수만으로 완전히 분류된다.

### (반) 자기 쌍대 주접속
다음이 주어졌다고 하자.
- 4차원 유향 콤팩트 리만 다양체 {\displaystyle (M,g,\omega )}
- 콤팩트 리 군 {\displaystyle G}
- {\displaystyle {\mathfrak {lie}}(G)} 위의 양의 정부호 2차 불변 다항식 {\displaystyle K(-,-)}
- {\displaystyle G}-매끄러운 주다발 {\displaystyle P\twoheadrightarrow M}

그렇다면, {\displaystyle P}의 주접속들을 생각하자. 연관 벡터 다발
{\displaystyle \operatorname {ad} (P)=P\times _{G}\operatorname {ad} (G)}
을 정의하면, 주접속 모듈라이 공간은
{\displaystyle \Omega ^{1}(M;\operatorname {ad} (P))}
에 대한 아핀 공간이다. ({\displaystyle \operatorname {ad} (G)}는 {\displaystyle G}의 딸림표현이다.) 주접속 {\displaystyle A}로부터, 주곡률 {\displaystyle F\in \Omega ^{2}(M;\operatorname {ad} (G))}을 정의할 수 있다. {\displaystyle K(-,-)}가 양의 정부호 2차 불변 다항식이므로, 이는 {\displaystyle \operatorname {ad} (G)} 위의 양의 정부호 내적을 정의한다. 따라서 주곡률의 호지 쌍대를 정의할 수 있다.
주접속 가운데, 그 주곡률이 반 자기 쌍대인 것을 반 자기 쌍대 주접속(영어: anti-self-dual connection) 또는 양-밀스 순간자(영어: Yang–Mills instanton)라고 한다.
이 경우, 게이지 변환에 대하여 서로 동치인 주접속은 같은 순간자로 간주한다. 이 경우 게이지 변환군은
{\displaystyle {\mathcal {G}}={\mathcal {C}}^{\infty }(M,G)}
이다. 이 대신, {\displaystyle M}에 임의의 밑점을 골라 점을 가진 공간 {\displaystyle (M,\bullet )}을 만들어, 밑점에서 자명한 게이지 변환들의 부분군
{\displaystyle {\mathcal {G}}_{0}={\mathcal {C}}_{\bullet }^{\infty }((M,\bullet ),(G,1_{G}))}
을 생각할 수 있다. 이는 짧은 완전열
{\displaystyle 1\to {\mathcal {G}}_{0}\to {\mathcal {G}}\to G\to 1}
을 이룬다. {\displaystyle {\mathcal {G}}_{0}}에 대한 반 자기 쌍대 주접속의 동치류를 틀 갖춘 순간자(영어: framed instanton)이라고 한다. 순간자의 모듈라이 공간을 {\displaystyle {\mathcal {M}}}, 틀 갖춘 순간자의 모듈라이 공간을 {\displaystyle {\tilde {\mathcal {M}}}}이라고 하면, 이는 {\displaystyle G}-주다발
{\displaystyle G\hookrightarrow {\tilde {\mathcal {M}}}\twoheadrightarrow {\mathcal {M}}}
을 이룬다.

## 성질

### 순간자 모듈라이 공간의 국소 모형
반 자기 쌍대 주접속의 모듈라이 공간 {\displaystyle {\mathcal {M}}_{\text{ASD}}(M,G)}의 접공간은 다음과 같이 묘사할 수 있다. 우선, 반 자기 쌍대 주접속 {\displaystyle [A]\in {\mathcal {M}}_{\text{ASD}}(M,G)}이 주어졌을 때, 다음과 같은 짧은 완전열을 정의할 수 있으며, 이를 순간자 변형 복합체(瞬間子變形複合體, 영어: instanton deformation complex)라고 한다.
{\displaystyle 0\to \Omega ^{0}(M;\operatorname {ad} (P))\,{\xrightarrow {\nabla _{A}}}\,\Omega ^{1}(M;\operatorname {ad} (P))\,{\xrightarrow {\operatorname {proj} ^{+}\nabla _{A}}}\,\Omega ^{2,+}(M;\operatorname {ad} (P))\to 0}
여기서
- {\displaystyle \Omega ^{2,+}(M;\operatorname {ad} (P))}는 자기 쌍대 미분 형식으로 구성된, {\displaystyle \Omega ^{2}(M;\operatorname {ad} (P))}의 부분 실수 벡터 공간이다.
- {\displaystyle \operatorname {proj} ^{+}\colon \Omega ^{2}(\operatorname {ad} (P))\to \Omega ^{2,+}(\operatorname {ad} (P))}는 자기 쌍대 2차 미분 형식에 대한 사영이다.
- {\displaystyle \nabla _{A}\colon \Omega ^{\bullet }(M;\operatorname {ad} (P))\to \Omega ^{\bullet +1}(M;\operatorname {ad} (P))}는 {\displaystyle A}에 대한 공변 미분이다.

순간자 변형 복합체의 (가운데) 코호몰로지 군
{\displaystyle \operatorname {H} ^{1}={\frac {\ker(\operatorname {proj} ^{+}\circ \nabla _{A})}{\operatorname {im} \nabla _{A}}}}
은 {\displaystyle {\mathcal {M}}_{\text{ASD}}(M,G)}의, {\displaystyle A\in {\mathcal {M}}_{\text{ASD}}(M,G)}에서의 접공간과 표준적으로 동형이다. 그 해석은 다음과 같다. 임의의 {\displaystyle X\in \Omega ^{1}(M;\operatorname {ad} (P))}에 대하여,
- {\displaystyle \operatorname {proj} ^{+}(\nabla _{A}X)=0} 조건은 반 자기 쌍대 조건이 성립해야 함을 뜻한다.
- {\displaystyle \nexists \phi \in \Omega ^{0}(M;\operatorname {ad} (P))\colon \nabla _{A}\phi =X} 조건은 게이지 변환군의 작용에 대한 몫을 취한 것이다.

순간자 변형 복합체의 오일러 지표
{\displaystyle \operatorname {ind} =-\dim \operatorname {H} ^{0}+\dim \operatorname {H} ^{1}-\dim \operatorname {H} ^{2}}
를 모듈라이 공간의 가상 차원(假想次元, 영어: virtual dimension)이라고 한다. 이는 아티야-싱어 지표 정리를 통해 계산될 수 있으며, 모듈라이 공간의 실제 차원의 하계를 이룬다. 많은 주접속의 경우, 이는 실제 차원과 일치한다.
주다발 {\displaystyle P}에 대하여, 틀 갖춘 순간자 모듈라이 공간의 가상 차원은 다음과 같다.
{\displaystyle \operatorname {ind} =4h^{\vee }(G)|k|\leq \dim {\tilde {\mathcal {M}}}}
여기서 {\displaystyle k}는 순간자수이며, {\displaystyle h^{\vee }(G)}는 {\displaystyle G}의 이중 콕서터 수이다. 즉, 이는 틀 갖춘 순간자 모듈라이 공간의 하계이다. 틀이 없는 순간자 모듈라이 공간의 차원은 물론 이보다 {\displaystyle |G|}만큼 작다.
{\displaystyle 4h^{\vee }(G)|k|-\dim G\leq \dim {\mathcal {M}}}

### 순간자 모듈라이 공간
양-밀스 순간자의 모듈라이 공간 {\displaystyle {\mathcal {M}}_{\text{ASD}}(P)}를 생각하자. 그 위에는 {\displaystyle M}의 리만 계량 및 {\displaystyle {\mathfrak {lie}}(G)} 위의 2차 불변 다항식으로 유도되는 리만 계량이 존재한다.
만약 {\displaystyle M}이 4차원 유클리드 공간의 콤팩트화라면, 이에 따라 틀 달린 순간자 모듈라이 공간 {\displaystyle {\mathcal {M}}_{\text{ADS}}(P)}는 (특이점을 제외하면 국소적으로) 초켈러 다양체를 이룬다. 특히, 그 가상 차원은 항상 4의 배수이다.
4차원 유클리드 공간(의 콤팩트화) 위에서, 게이지 군이 {\displaystyle G}일 경우, 1차 및 2차 베티 수가 0이므로, 순간자 모듈라이 공간의 가상 차원은 실제 차원과 일치하며, 다음과 같다.:§2
{\displaystyle \dim {\tilde {\mathcal {M}}}(k,G)=4|k|h^{\vee }(G)}
{\displaystyle \dim {\mathcal {M}}(k,G)=4|k|h^{\vee }(G)-\dim G}
모든 순간자들을 평행 이동시킬 수 있고, 이 방향으로는 모듈라이 공간이 평탄하다. 즉, 모듈라이 공간 {\displaystyle {\tilde {M}}}은 {\displaystyle \mathbb {R} ^{4}} 등거리 대칭을 갖는다. 이에 대한 몫을 취하면, {\displaystyle 4|k|h^{\vee }(G)-4} 차원의 초켈러 다양체를 얻는다.

### ADHM 작도
4차원 유클리드 공간의 콤팩트화 (즉, 4차원 초구) {\displaystyle \mathbb {S} ^{4}} 위의 양-밀스 순간자 모듈라이 공간은 {\displaystyle {\mathcal {N}}=2} 게이지 이론의 힉스 가지(영어: Higgs branch)로 나타낼 수 있다. 이를 통해 순간자를 힉스 가지의 모듈라이로 작도할 수 있다. 이를 ADHM 작도라고 한다. 마이클 아티야, 블라디미르 드린펠트, 나이절 히친, 유리 마닌이 1978년에 3쪽밖에 되지 않는 유명한 논문에 발표하였다.

### 보고몰니-프라사드-소머필드 부등식
(반) 자기 쌍대 주접속은 보고몰니-프라사드-소머필드 부등식(영어: Bogomol’nyi–Prasad–Sommerfield bound, BPS 부등식)을 충족시킨다.
{\displaystyle M} 위의 부피 형식 {\displaystyle \omega }가 리만 계량에 의하여 주어지며, 또한 {\displaystyle {\mathfrak {lie}}(G)} 위에 양의 정부호 쌍선형 형식을 이루는 2차 불변 다항식 {\displaystyle K(-,-)}이 주어졌다고 하자. (반단순 리 대수의 경우, 이는 킬링 형식에 비례한다.) 이 경우, {\displaystyle \Omega ^{2}(M;\operatorname {ad} (P))} 위에 자연스러운 양의 정부호 내적
{\displaystyle \langle B,C\rangle =\int _{M}K(B\wedge *C)}
이 주어진다. 이 내적 아래, 자기 쌍대 2차 미분 형식의 공간과 반 자기 쌍대 2차 미분 형식의 공간은 서로 수직이다.
이에 대한 주곡률의 노름 {\displaystyle \langle F,F\rangle }을 주접속의 양-밀스 작용(영어: Yang–Mills action)이라고 하며, 이는 양-밀스 이론의 작용이다. 임의의 주곡률
{\displaystyle F\in \Omega ^{2}(M;\operatorname {ad} (P))}
의 (반) 자기 쌍대 성분을 {\displaystyle F^{\pm }}이라고 하자 ({\displaystyle F=F^{+}+F^{-}}, {\displaystyle *F=F^{+}-F^{-}}). 그렇다면
{\displaystyle \langle F,F\rangle =\langle F_{+},F_{+}\rangle +\langle F_{-},F_{-}\rangle \geq |\langle F_{+},F_{+}\rangle -\langle F_{-},F_{-}\rangle |=\langle F,*F\rangle =\left|\int _{M}K(F\wedge F)\right|}
이다. 우변은 {\displaystyle F}의 (어떤 충실한 표현에 대한 연관 벡터 다발의) 2차 천 특성류(의 절댓값)에 비례한다. 즉, 양-밀스 작용은 천 특성류의 절댓값에 의하여 하계를 갖는다. 이를 주접속의 보고몰니-프라사드-소머필드 부등식이라고 한다.
(반) 자기 쌍대 접속의 경우, {\displaystyle F^{+}} 또는 {\displaystyle F^{-}}가 0이므로, 보고몰니-프라사드-소머필드 부등식 부등식이 포화된다. 즉, (반) 자기 쌍대 접속은 양-밀스 작용을 (국소적으로) 최소화시킨다.

## 예

### 유클리드 공간
4차원 유클리드 공간 {\displaystyle \mathbb {R} ^{4}} 위의, 게이지 군 {\displaystyle G}의 양-밀스 순간자를 생각하자. {\displaystyle \mathbb {R} ^{4}}의 콤팩트화 {\displaystyle \mathbb {S} ^{4}}는 자명한 위상을 가지므로, 그 위의 순간자 모듈라이 공간의 가상 차원은 실제 차원과 같다.
{\displaystyle \dim {\mathcal {M}}(G,k)=4h^{\vee }(G)|k|}
예를 들어, {\displaystyle G=\operatorname {SU} (N)}인 경우 이중 콕서터 수는 {\displaystyle h^{\vee }=N}이며, 틀 달린 순간자 모듈라이 공간의 차원은 {\displaystyle 4N|k|}이다.:9–12 하나의 순간자({\displaystyle k=1})인 경우, 이는 다음과 같다.
- 4차원 공간 속의 점입자이므로, 4개의 평행 이동(영어: translation) 자유도가 있다.
- 4차원 순수 양-밀스 이론(또는 𝒩=4 초대칭 양-밀스 이론)은 등각 장론이므로, 순간자의 크기를 마음대로 놓을 수 있다. 이에 따라 1개의 확대 변환(영어: dilatation) 자유도가 있다.
- {\displaystyle \operatorname {SU} (2)\cong S^{3}}이므로, 원점에서 무한히 떨어진 {\displaystyle S^{3}}에서 순간자의 게이지 퍼텐셜은 이 SU(2)를 따라 감기게 된다. SU(2)는 3차원이므로, 무한대에서 상수 게이지 변환 3개가 있다.
- {\displaystyle \operatorname {SU} (N)}에서 SU(2) 부분군을 골라야 하는데, 이 모듈라이 공간은 잉여류 공간

{\displaystyle {\frac {\operatorname {SU} (N)}{(\operatorname {U} (2)\times \operatorname {U} (N-2))/\operatorname {U} (1)}}={\frac {\operatorname {U} (N)}{\operatorname {U} (2)\times \operatorname {U} (N-2)}}}
이고, 그 차원은
{\displaystyle N^{2}-4-(N-2)^{2}=4N-8}
이다.
따라서, 순간자수 1의 모듈라이 공간의 가상 차원은
{\displaystyle 4+1+3+4N-8=4N}
이다. 만약 순간자수가 {\displaystyle k}라면, 순간자들이 멀리 떨어져 있을 경우 차원이 {\displaystyle 4kN}이 되며, 모듈라이 공간의 가상 차원은 일정하므로 이는 순간자들이 서로 가까이 있을 때에도 성립한다.
하나의 순간자의 모듈라이 공간은
{\displaystyle \mathbb {R} ^{4}\times \mathbb {R} ^{4}/\operatorname {Cyc} (2)}
이다.:1.25 이 경우, 오비폴드의 특이점은 작은 순간자 극한에 해당한다.

### 칼로론
{\displaystyle \mathbb {R} ^{3}\times \mathbb {S} ^{1}} 위의 양-밀스 순간자는 칼로론이라고 하며, 잘 알려져 있다.

### 초켈러 다양체
점근 국소 유클리드 공간과 토브-너트 공간의 경우에도 양-밀스 순간자가 알려져 있다.

토브-너트 공간 위의 SU(2) 순간자 모듈라이 공간을 나타내는 활 도형

토브-너트 공간 위의 (무한대에서 주어진 모노드로미 행렬 {\displaystyle \operatorname {diag} (\exp(2\pi \lambda /l),\exp(-2\pi \lambda /l))}을 갖는) {\displaystyle k}개의 SU(2) 양-밀스 순간자의 모듈라이 공간은 초켈러 축소
{\displaystyle {\frac {\mathrm {TGL} (k;\mathbb {C} )\times \mathbb {H} ^{k}\times \operatorname {TGL} (k;\mathbb {C} )\times \mathbb {H} ^{k}\times \operatorname {TGL} (k;\mathbb {C} )\times \mathbb {H} ^{k^{2}}}{\operatorname {U} (k)\times \operatorname {U} (k)\times \operatorname {U} (k)\times \operatorname {U} (k)}}}
로 주어진다.:(11), §4 이는 활 도형(영어: bow diagram)으로 유도할 수 있다. 따라서, 모듈라이 공간의 실수 차원은
{\displaystyle \dim {\mathcal {M}}_{l,\lambda ,k}=4\left(k^{2}+k+k^{2}+k+k^{2}+k^{2}-k^{2}-k^{2}-k^{2}-k^{2}\right)=8k}
이다.

## 역사
양-밀스 순간자의 수학적 중요성은 사이먼 도널드슨이 1983년에 지적하였다.